# Max Ballerstedt
Max Ballerstedt (* 20. Juni 1857 in Bückeburg; † 1945) war Lehrer am Gymnasium Adolfinum in Bückeburg. Sein Leben widmete er der Paläontologie.

## Leben und Werk
Ballerstedt war ein Pastorensohn, sein Vater Christian Ballerstedt war Hofprediger, zunächst in Kassel, dann in Bückeburg. Er studierte Mathematik und Naturwissenschaften in Marburg und Berlin und war dann ab 1893 Oberlehrer am Gymnasium Adolfinum. 1907 ging er, vom Fürsten von Schaumburg-Lippe zum Professor ernannt, wegen einer fortschreitenden Schwerhörigkeit vorzeitig in den Ruhestand.
Neben seiner Tätigkeit als Lehrer und insbesondere nach seiner Pensionierung legte Ballerstedt die bei seinem Tod zweitgrößte europäische Privatsammlung von Fossilien aus den Bückeburger Bergen und Umgebung an, insbesondere auch dem nahen Harrl, wo sich u. a. Schildkröten, Krokodile und Dinosaurierfährten fanden. Er galt als Spezialist für Dinosaurierfährten, die dort und z. B. 1921 in Barkhausen gefunden wurden. Er allein entdeckte über 200 solche Fährten und veröffentlichte mehrere Aufsätze darüber. Er war auch früh davon überzeugt, dass sich Dinosaurier weit agiler bewegten, als damals angenommen wurde, und dass die Rekonstruktionen in den damaligen Museen falsch waren, eine Ansicht, die sich erst ab den 1960er Jahren durchsetzte. Aus einer geplanten Veröffentlichung Ballerstedts wurde damals nichts.
Ballerstedt sammelte in seiner Heimat in den Ablagerungen der so genannten „Wealden-Schichten“ (welche neben Schiefertonen und Wealdenkohle gerade in diesem Bereich auch umfangreiche Sandsteinlager enthalten) mehrere tausend Fossilien. Noch zu Lebzeiten (1940) vermachte er diese Sammlung dem Gymnasium Adolfinum. Nach dem Zweiten Weltkrieg blieb die Sammlung lange unbeachtet auf dem Dachboden des Gymnasiums, bis sich der damalige Biologielehrer Dr. Bernhards darum kümmerte. Nach dessen Tod 1971 wurde ein Großteil der Sammlung wegen Platzmangels und weil sich niemand darum kümmern konnte als Dauer-Leihgabe an die Georg-August-Universität Göttingen abgegeben (1976). Ein Teil der Sammlung kehrte 1987 ans Adolfinum zurück.

## Schriften
- Über Saurierfährten der Wealdenformation Bückeburgs, Naturwissenschaftliche Wochenschrift, Bd. 20, 1905, S. 481–485
- Bemerkungen zu den ältesten Berichten über Saurierfährten im Wealdensandstein und Behandlung einer neuen, aus fünf Fußabdrücken bestehenden Spur, Centralblatt für Mineralogie, Geologie und Paläontologie, 1914, S. 48.
- Der Bückeberg als Fundstätte für fossile Reptilien, (Vortragsbericht), In: Schaumburg-Lippische Landeszeitung vom 3. Dezember 1912
- Dinosaurierfährten im Wealdensandstein des Harrls bei Bückeburg und eine zur Zeit freiliegende Spur eines "vierfüßigen", plumpen Dinosauriers, In: Zeitschrift der Deutschen Geologischen Gesellschaft, Bd. 72b, 1920/21, S. 231–233
- Über das Plastron der Schildkröten des Keupers und die Gestalt der Panzerschale von Proganochelys Quenstedtii Baur nach dem Tübinger Fossil, In: Palaeontologische Zeitschrift Nr. 4, 1921, S. 64–74
- Zwei große zweizehige Fährten hochbeiniger Bipeden aus dem Wealdensandstein von Bückeburg, Zeitschrift der deutschen Geologischen Gesellschaft, Bd. 73, 1922, S. 76–91
- Über Schreckenssaurier und ihre Fußspuren, Kosmos Bd. 19, 1922, S. 77–80 (Barkhausen)
- Über die Entstehung der Fossilien und die Bedeutung unserer Heimat für die Erforschung vorweltlichen Tierlebens, In: Blätter für schaumburg-lippische Heimatkunde: Beilage zur Schaumburg-Lippischen Landes-Zeitung, Nr. 2, 1925
- Vom Stand und Wechsel der Niederschläge bei Bückeburg, In: Heimat-Blätter: Beilage zur Schaumburg-Lippischen Landes-Zeitung, Nr. 10, 1933
- Nashornfund bei Kleinenbremen, In: Die Schaumburg-Lippische Heimat-Beilage zum Stadthagener Kreisblatt, Nr. 7, 1936

## Verweise
1. ↑  Probst, Windolf Dinosaurier in Deutschland, S. 202.

| Personendaten    | Personendaten                     |
| ---------------- | --------------------------------- |
| NAME             | Ballerstedt, Max                  |
| KURZBESCHREIBUNG | deutscher Lehrer und Paläontologe |
| GEBURTSDATUM     | 20. Juni 1857                     |
| GEBURTSORT       | Bückeburg                         |
| STERBEDATUM      | 1945                              |